# Penny Valentine
Penny Valentine est une journaliste britannique née le 13 février 1943 à Londres et morte le 9 janvier 2003 à Londres.

## Biographie
Penelope Ann Valentine est la fille d'un petit commerçant de Covent Garden et d'une coiffeuse. Sa famille est d'origine italienne et juive. Elle se lance dans le journalisme à l'âge de 16 ans, d'abord pour le Uxbridge Post, un journal local, puis pour le magazine pour adolescentes Boyfriend, où elle rédige le courrier du cœur.
En 1964, elle rejoint l'hebdomadaire musical Disc. Avec ses critiques des dernières sorties, elle ne tarde pas à se faire un nom dans le milieu du journalisme musical londonien, qui est presque exclusivement masculin à l'époque. Elle devient une personnalité du Swinging London des années 1960, se liant d'amitié avec les Beatles et les Rolling Stones et participant régulièrement à l'émission de télévision Juke Box Jury (en). Ses articles sur des artistes comme Aretha Franklin, Marvin Gaye, Stevie Wonder ou les Four Tops contribuent à populariser la musique soul américaine au Royaume-Uni. Elle est aussi l'une des premières à défendre le jeune David Bowie. Pour Richard Williams, « elle est probablement la première femme à avoir écrit sur la musique pop comme s'il s'agissait d'un sujet important ».
Valentine quitte Disc en 1970 pour rejoindre un nouvel hebdomadaire musical, Sounds, conçu pour rivaliser avec le Melody Maker. Trois ans plus tard, Elton John l'embauche comme attachée de presse de sa maison de disques Rocket Records. De 1975 à 1980, elle travaille pour la branche télévision du groupe Time Out. À la suite d'un conflit sur l'inégalité des salaires hommes-femmes au sein du groupe, elle démissionne avec d'autres pour créer un guide des programmes rival de Time Out, City Limits,.
Par la suite, Valentine étudie le cinéma et l'anglais à la North London Polytechnic. Après avoir obtenu son BA, elle donne des cours de journalisme et continue à travailler en indépendant pour des journaux comme The Guardian. Elle publie en 2000 une biographie de Dusty Springfield coécrite avec Vicki Wickham, Dancing with Demons,.
Atteinte d'un cancer, Penny Valentine meurt à l'âge de 59 ans le 9 janvier 2003,.